# Salacia alwynii
Salacia alwynii är en benvedsväxtart som beskrevs av A.M.W. Mennega. Salacia alwynii ingår i släktet Salacia och familjen Celastraceae. Inga underarter finns listade.